# NHL Expansion Draft 1998
L'NHL Expansion Draft 1998 si è tenuto il 26 giugno 1998 presso la Marine Midland Arena di Buffalo. Il draft ebbe luogo per permettere di completare il roster della nuova franchigia iscritta alla NHL a partire dalla stagione 1998-99: i Nashville Predators.

## Entry Draft
L'NHL Entry Draft 1998, il 36º draft della National Hockey League, si svolse il 27 giugno 1998 presso la Marine Midland Arena di Buffalo. I Tampa Bay Lightning selezionarono il centro Vincent Lecavalier dai Rimouski Océanic, i Nashville Predators invece come seconda scelta puntarono sul centro statunitense David Legwand, proveniente dai Plymouth Whalers, mentre i San Jose Sharks scelsero in terza posizione il difensore Brad Stuart, dei Regina Pats.

## Regole
Ai Predators fu data l'opportunità di selezionare 26 giocatori, uno proveniente da ciascuna franchigia allora esistente. Tutti i giocatori al primo e al secondo anno di esperienza furono esentati dalla selezione. A ogni squadra fu permesso di escludere dalla selezione o un portiere, cinque difensori e nove attaccanti o due portieri, tre difensori e sette attaccanti.
Fra i giocatori non protetti ogni franchigia doveva includere almeno un attaccante e un difensore che avessero giocato minimo 40 incontri nel corso della stagione 1997–98. In aggiunta ogni squadra doveva offrire almeno un portiere che avesse giocato 10 partite della stagione 1997–98 e un minimo di 25 gare a partire dal campionato 1995–96. Questi criteri per la selezione dei portieri furono introdotti per evitare delle alterazioni nei roster come invece era già accaduto in occasione dell'Expansion Draft 1992.
Alcuni fra i giocatori scelti dai Predators (come Mike Richter e Uwe Krupp) sarebbero divenuti unrestricted free agent già il 1º luglio, pochi giorni dopo il draft. I Predators sapevano che avrebbero avuto poche possibilità di trattenere questi giocatori, pertanto in occasione del Draft 1999 ricevettero una scelta aggiuntiva per ogni giocatore non ingaggiato.

## Expansion Draft

### Nashville Predators
Essendo i Predators l'unica squadra partecipante al Draft l'ordine di selezione è da considerarsi irrilevante.
| Scelta # | Giocatore         | Posizione    | Selezionato dai      |
| -------- | ----------------- | ------------ | -------------------- |
| 1        | Frédéric Chabot   | Portiere     | Los Angeles Kings    |
| 2        | Mike Dunham       | Portiere     | New Jersey Devils    |
| 3        | Mike Richter      | Portiere     | New York Rangers     |
| 4        | Michail Štalenkov | Portiere     | Mighty Ducks Anaheim |
| 5        | Tomáš Vokoun      | Portiere     | Montreal Canadiens   |
| 6        | Joël Bouchard     | Difensore    | Calgary Flames       |
| 7        | Bob Boughner      | Difensore    | Buffalo Sabres       |
| 8        | J. J. Daigneault  | Difensore    | New York Islanders   |
| 9        | Al Iafrate        | Difensore    | San Jose Sharks      |
| 10       | Uwe Krupp         | Difensore    | Colorado Avalanche   |
| 11       | John Slaney       | Difensore    | Phoenix Coyotes      |
| 12       | Rob Zettler       | Difensore    | Toronto Maple Leafs  |
| 13       | Chris Armstrong   | Difensore    | Florida Panthers     |
| 14       | Blair Atcheynum   | Ala destra   | St. Louis Blues      |
| 15       | Paul Brousseau    | Ala destra   | Tampa Bay Lightning  |
| 16       | Doug Brown        | Ala destra   | Detroit Red Wings    |
| 17       | Andrew Brunette   | Ala sinistra | Washington Capitals  |
| 18       | Patrick Côté      | Ala sinistra | Dallas Stars         |
| 19       | Jeff Daniels      | Ala sinistra | Carolina Hurricanes  |
| 20       | Craig Darby       | Centro       | Philadelphia Flyers  |
| 21       | Doug Friedman     | Ala sinistra | Edmonton Oilers      |
| 22       | Tony Hrkac        | Centro       | Pittsburgh Penguins  |
| 23       | Greg Johnson      | Centro       | Chicago Blackhawks   |
| 24       | Denny Lambert     | Ala sinistra | Ottawa Senators      |
| 25       | Mike Sullivan     | Centro       | Boston Bruins        |
| 26       | Scott Walker      | Ala destra   | Vancouver Canucks    |

## Trattative
Per non aver selezionato determinati giocatori i Predators ricevettero come premio altri giocatori da parte di alcune franchigie:
- Calgary cedette Jim Dowd a Nashville per non aver selezionato alcun portiere dei Flames.
- Chicago cedette Sergej Krivokrasov a Nashville per non aver selezionato Chris Terreri.
- Los Angeles cedette Kimmo Timonen e Jan Vopat a Nashville per non aver selezionato Garry Galley.
- Montreal cedette Sébastien Bordeleau a Nashville per non aver selezionato Peter Popovic.
- Philadelphia cedette Dominic Roussel e Jeff Staples a Nashville per non aver selezionato Paul Coffey.
- San Jose cedette Ville Peltonen a Nashville per non aver selezionato Tony Granato.
- St. Louis cedette Darren Turcotte a Nashville per non aver selezionato Jamie McLennan.

## Dopo il draft
Diversi giocatori scelti dai Predators nell'Expansion Draft non rimasero a lungo presso la nuova franchigia. Alcuni di loro cambiarono squadra prima dell'inizio della stagione 1998-99:
- Mike Sullivan (ceduto a Phoenix per una scelta al Draft 1999)
- Uwe Krupp (ingaggiato da Detroit)
- Tony Hrkac (ceduto a Dallas per eventuali scelte)
- Doug Brown (ceduto a Phoenix per Petr Sýkora, una scelta al Draft 1999 ed eventuali scelte)
- Mike Richter (ingaggiato dai New York Rangers)
- Frédéric Chabot (ritirato dal mercato dei waivers da Los Angeles)
- Michail Štalenkov (ceduto con Jim Dowd a Edmonton per Éric Fichaud, Drake Berehowsky e Greg de Vries)
- Al Iafrate (ritirato prima dell'inizio della stagione)